# The Country Doctor
The Country Doctor er en amerikansk stumfilm fra 1909 af D. W. Griffith.

## Medvirkende
- Frank Powell som Harcourt.
- Florence Lawrence som Mrs. Harcourt.
- Gladys Egan som Edith Harcourt.
- Kate Bruce.
- Mary Pickford.